# Mimus saturninus
La calandria grande (Mimus saturninus), también conocida como sinsonte calandria, calandria común, tenca calandria, cenzontle de cejas blancas o simplemente como calandria, es una especie de ave paseriforme de la familia Mimidae propia de América del Sur. Recibió su nombre por analogía con la calandria europea, Melanocorypha calandra, con la cual no guarda más relación que la capacidad común de imitar el canto de otras aves. El género de esta especie, Mimus, hace referencia a la capacidad mímica de las especies. Está ampliamente distribuida en América del Sur.

## Descripción
Es un ave paseriforme, de unos 27 cm de largo cuando es adulta. Presenta un plumaje de colores apagados, con el dorso pardo grisáceo con rayas más oscuras poco perceptibles. Las alas son más oscuras, con ribetes blancos en algunos ejemplares, así como la cola, que muestra al vuelo dos distintivas manchas blancas. El vientre y la garganta son blanquecinos.
El pico es largo y delgado, bien adaptado a la captura de insectos. Los tarsos de las patas son largos, indicando su hábito de caminador.

### Vocalizaciones
La calandria es una excelente cantora, con un gorjeo muy agradable y la capacidad de imitar el canto de otras aves con precisión. Emulan los sonidos del entorno. Su propio canto incluye una nota de alarma bien distintiva y de mucho volumen. Aprenden rápidamente y remedan con precisión el silbido humano o la música ejecutada.
En el imaginario popular, se dice que el canto de la calandria anuncia cambio de tiempo, baja de temperaturas, y su canto vivaz viene asociado a ello.

## Taxonomía
La calandria grande fue descrita por primera vez en 1808 por Dámaso Antonio Larrañaga dándole el nombre de Turdus calandria, pero no fue publicado hasta 1823 por Martin Lichtenstein en su obra Verzeichniss der Doubletten des Zoologischen Museums der Königl. Universität zu Berlin, esta vez bajo el nombre científico de Turdus saturninus. De esta forma, la calandria fue clasificada originalmente dentro del género de los zorzales (Turdus). En 1826 Friedrich Boie estableció el género Mimus e incluyó a la calandria en el mismo. A partir de entonces, el nombre científico de la calandria común pasó a ser Mimus saturninus.

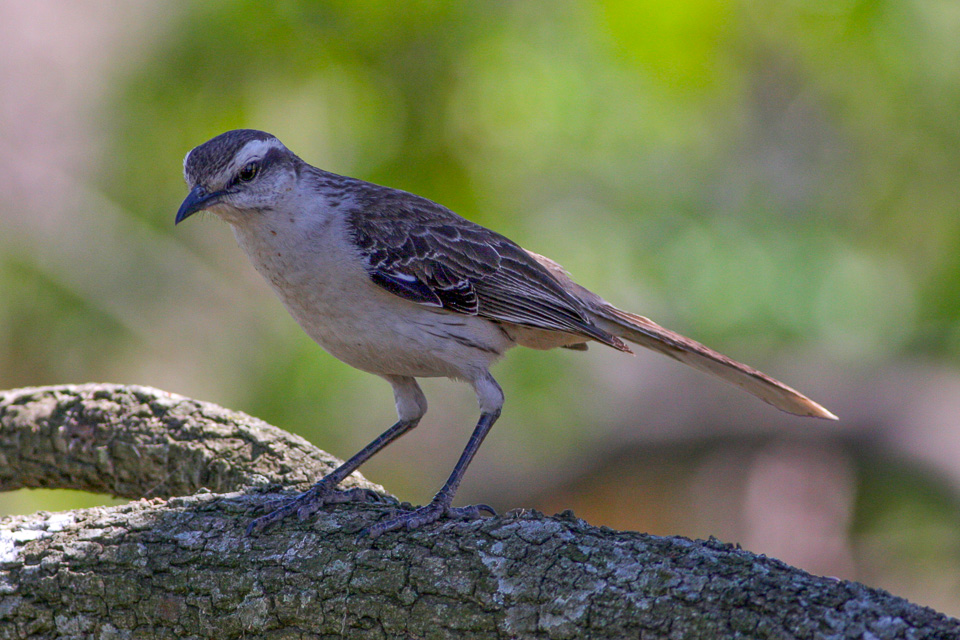
Calandria (M. s. modulator) en Buenos Aires, Argentina.

### Subespecies
Se reconocen cuatro subespecies de la calandria común:
- Mimus s. saturninus, descrito por Lichtenstein en 1823.
- Mimus s. arenaceus, descrito por Chapman en 1890.
- Mimus s. frater, descrito por Hellmayr en 1903.
- Mimus s. modulator, descrito por Gould en 1836.

## Comportamiento
La calandria es insectívora y frugívora. Habita en zonas de estepa y pradera, sin migrar en invierno. Pasa la mayor parte de su tiempo en el suelo, desplazándose con cortas carreras a buena velocidad. 

### Reproducción
La reproducción tiene lugar entre primavera y verano. Nidifica a comienzos de primavera, participando tanto macho como hembra en la construcción. El nido es cóncavo y profundo, de aspecto desprolijo. La hembra deposita entre 2 y 5 huevos por postura, de color celeste con manchas pardorrojizas; la incubación de los mismos insume unas dos semanas, y es llevada a cabo por la hembra. Los pichones son nidícolas, y permanecen en el nido unas dos semanas después de la eclosión, siendo alimentados por sus padres. Al abandono del nido se ocultarán en el follaje, aprendiendo de los padres la captura de presas y siguiéndolos durante un mes o más. Alcanzan la madurez sexual alrededor del año.
La calandria es víctima del tordo renegrido, Molothrus bonariensis, que parasita su nido picando los huevos de la calandria y depositando el suyo propio, de menor tamaño, para que aquellas lo críen.